# Jász-Nagykun-Szolnok
Le Jász-Nagykun-Szolnok (en hongrois: Jász-Nagykun-Szolnok vármegye) est un comitat du centre de la Hongrie, dont le siège est Szolnok. Il fait partie de la région Grande Plaine septentrionale.

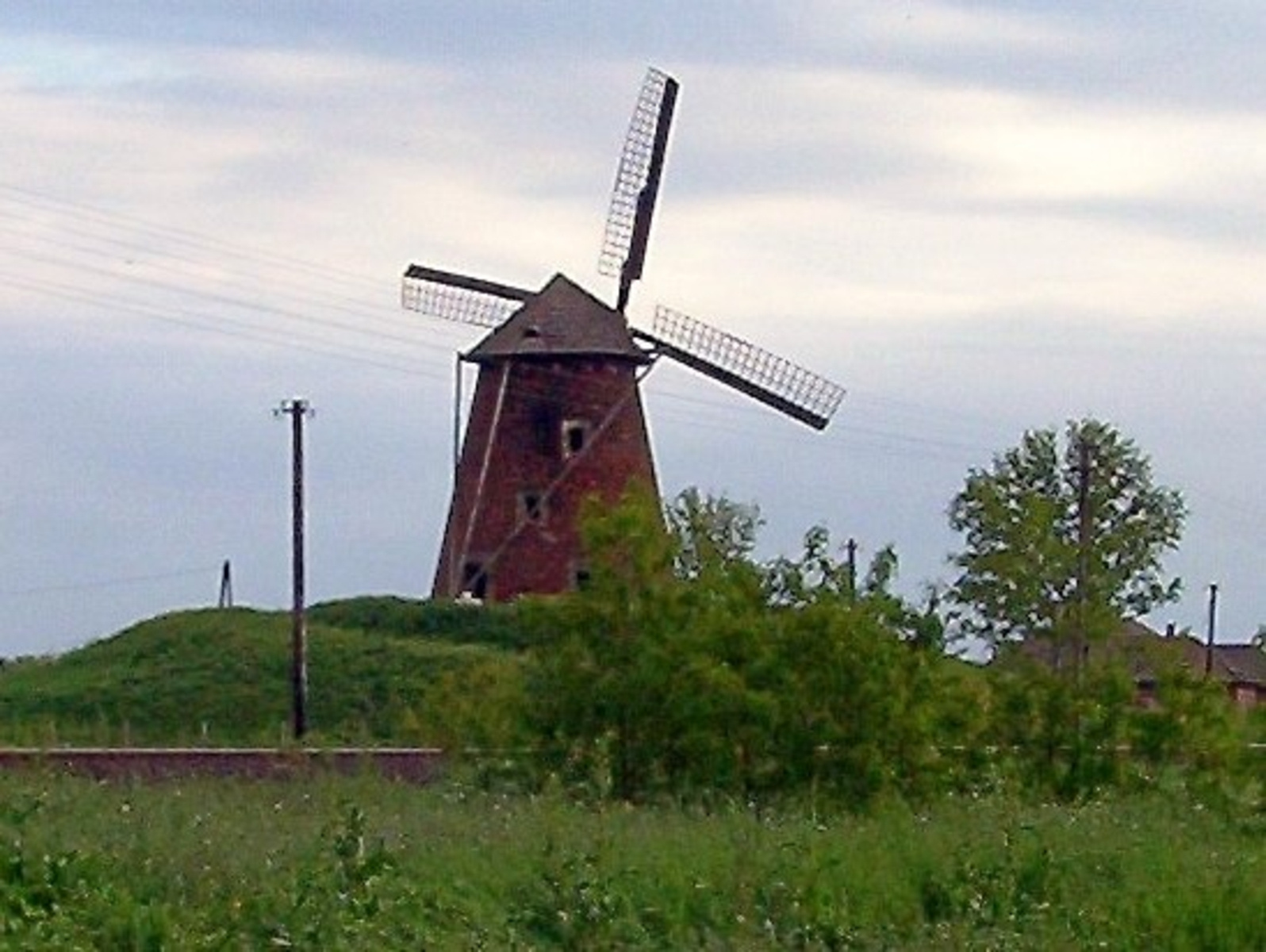
Moulin à vent près de Kengyel

## Nom et attributs

### Toponymie
Le nom Jász-Nagykun-Szolnok est composé de l'union de trois toponymes, renvoyant au pays iasse (Jászság) pour le premier, à la Grande Coumanie (Nagykunság) pour le second et à la ville de Szolnok (« Sauniers ») pour le troisième.
Le nom du comitat fut simplifié en Szolnok par le régime communiste à partir de 1949, avant d'être rétabli dans son appellation originelle en 1991.

### Héraldique
Le blason de Jász-Nagykun-Szolnok, créé en 1878, retrace la formation du comitat :
| Blason | Blasonnement : Blasonnement à écrire Commentaires : En haut à gauche, le blason de l'ancien comitat d'Heves et Külső-Szolnok ; en haut à droite celui de la Grande Coumanie ; en bas, celui du pays iasse. Les trois bandes d'argent ondulés au-dessus du cavalier représentent la Tisza et deux de ses affluents, la Zagyva et le Körös. La couronne symbolise le royaume de Hongrie. |

Durant la période communiste, l'usage de ces armoiries fut proscrit. Elles furent rétablies en 1991 par décret.

## Géographie
Le Jász-Nagykun-Szolnok est situé au centre de la Hongrie, dans la région Grande Plaine septentrionale. Il est bordé à l'ouest par les comitats de Bács-Kiskun et Pest, au nord par Heves et Borsod-Abaúj-Zemplén, à l'est par Hajdú-Bihar et Békés ainsi que Csongrád au sud.
Au niveau européen, le comitat a fait partie de l'Eurorégion Danube-Criş-Mureş-Tisa entre la Hongrie, la Serbie et la Roumanie de 1997 jusqu'à son retrait en 2004.

### Relief et hydrographie
Le Jász-Nagykun-Szolnok est géographiquement organisé dans le bassin de la Tisza. Située au cœur de l'Alföld, la région possède une altitude moyenne peu élevée, comprise entre 87 et 120 mètres.
Ses principaux cours d'eau sont la Tisza, le Körös et la Zagyva. Au nord-est se situe le lac Tisza.

### Environnement
Le Jász-Nagykun-Szolnok comprend la moitié ouest du parc national de Hortobágy, plus grand du genre en Hongrie et plus vaste steppe d'Europe centrale, inscrit sur la liste du patrimoine mondial de l'UNESCO. Il possède une faune variée, parmi laquelle beaucoup d'oiseaux nicheurs mais aussi des Bœufs gris de Hongrie et des racka. Les espaces protégés du comitat s'étendent sur de nombreux hectares de puszta (steppe hongroise), marais ou forêts.
Le territoire du Jász-Nagykun-Szolnok est cependant principalement dévolu à l'agriculture, celle-ci profitant de la grande fertilité des sols. Le comitat est également riche en eaux thermales et minérales, possédant plus de 150 sources et puits chauds.
Plus grand lac artificiel de Hongrie, le lac Tisza a été créé à la suite de la construction d'un barrage sur le fleuve Tisza en 1973. Il abrite aujourd'hui un véritable écosystème, avec une grande diversité de plantes, oiseaux et animaux.

### Climat
Le climat du comitat est continental, caractérisé par un fort ensoleillement et peu de précipitations. Les saisons sont contrastées et bien marquées, avec des hivers rudes et des étés secs.

## Histoire

Le Jász-Nagykun-Szolnok au sein du royaume de Hongrie (1876-1918).

Le Jász-Nagykun-Szolnok est créé le 4 septembre 1876, dans le royaume de Hongrie rétabli après le Compromis austro-hongrois de 1867. Il est constitué à partir du sud du comitat d’Heves et Külső-Szolnok et des provinces féodales du pays iasse et de la Grande Coumanie. A l'époque du Système de Bach (1851-1859) une division territoriale similaire fut mise en place, mais son existence fut éphémère. Le premier ispán (préfet) du Jász-Nagykun-Szolnok est Miklós Kiss, de 1876 à 1879. Le comitat est alors divisé en cinq districts (Haut-Jászság, Bas-Jászság, Haute-Tisza, Tisza-centrale et Basse-Tisza) et compte neuf villes pourvues d'un conseil dirigé (Jászberény, Karcag, Kisújszállás, Mezőtúr, Szolnok, Turkeve, Jászárokszállás Kunhegyes et Kunszentmárton). Entre 1886 et 1895, Jászárokszállás, Kunhegyes et Kunszentmárton sont dépossédées de ce rang, ce qui n'empêche pas le Jász-Nagykun-Szolnok d'être un des comitats de l'époque possédant le plus de ces villes. En 1895, Kunhegyes remplace Kenderes comme siège du districts de la Haute-Tisza et en 1908, Törökszentmiklós remplace Tiszaroff à la tête de la Tisza-centrale.
La guerre hungaro-roumaine de 1919 laisse de lourds dégâts à la région, très touchée par les combats le long de la Tisza. Elle est occupée par les Roumains jusqu'au premier semestre 1920.
Du fait de sa position centrale en Hongrie, le Jász-Nagykun-Szolnok compte parmi les rares comitats à ne pas être amputé par les pertes territoriales du pays après le traité de Trianon. En 1923 lui est ajouté un sixième district, nommé District-central. Durant l'entre-deux-guerres, le Jász-Nagykun-Szolnok connaît une relative prospérité malgré les difficultés économiques de la Hongrie, aidé en cela par le fait que le régent Miklós Horthy à la tête de l'Etat soit originaire du comitat.
Le Jász-Nagykun-Szolnok est envahi par l'armée soviétique entre fin octobre et début novembre 1944, en pleine débâcle des troupes germano-hongroises.
Le 1er février 1950, à la suite d'une réforme de l’organisation comitale menée par le nouveau régime, le Jász-Nagykun-Szolnok devient le comitat de Szolnok et voit son territoire modifié : la région de Dévaványa est rattachée au comitat de Békés, quand une partie de ce dernier autour d'Öcsöd et la rive gauche de la Tisza aux alentours de Tiszafüred (jusqu'alors située dans le comitat d'Heves), lui sont attribuées. Le rang de ville pourvue d'un conseil dirigé est supprimé mais les districts existants sont maintenus, passant à sept avec le district de Tiszafüred. Ils sont également tous renommés d'après leur chef-lieu. Au cours des années suivantes, ceux de Jászapáti, Kunhegyesi et Törökszentmiklós disparaissent (respectivement en 1961, 1965 et 1974), jusqu'à la suppression complète de tous les districts en 1983.
Durant la période communiste, le comitat connaît un important développement agricole. La ville de Szolnok est reconstruite et devient le plus grand port fluvial sur la Tisza, ainsi qu'un foyer commercial et un nœud ferroviaire et routier.
Après la chute du communisme en 1989, le Szolnok retrouve son appellation originelle de Jász-Nagykun-Szolnok et bénéficie de la croissance économique hongroise des années 1990. En 2013, il est réorganisé en neuf nouveaux districts (voir section administration).

## Démographie
Le siège du comitat est sa commune la plus peuplée, Szolnok (72 333 habitants en 2016). Elle dispose du statut de ville de droit comital.
Le Jász-Nagykun-Szolnok est un comitat moyennement peuplé, le neuvième de Hongrie sur 19 (sans compter le territoire de Budapest) en nombre d'habitants.
Le premier recensement de la population du comitat est réalisé en 1880 et ce dénombrement, reconduit environ tous les dix ans, permet de connaître plus précisément l’évolution des territoires.
Avec 376 334 habitants en 2016, le Jász-Nagykun-Szolnok représente près de 3,8 % des 9 830 485 Hongrois. Après une phase d'augmentation jusqu'en 1960, la population du comitat diminue, de manière accélérée depuis le début du XXIe siècle. Ce phénomène est commun à l'ensemble de la Hongrie, qui voit sa population baisser d'environ 0, 25 % par an. De plus l'attractivité de l'ouest du pays (et principalement de Budapest) entraîne de nombreux départs chez la jeunesse locale.
| 1880    | 1890    | 1900    | 1910    | 1920    | 1930    | 1941    | 1949    |
| ------- | ------- | ------- | ------- | ------- | ------- | ------- | ------- |
| 298 655 | 341 335 | 375 134 | 399 153 | 413 593 | 440 808 | 453 038 | 449 551 |

| 1960    | 1970    | 1980    | 1990    | 2001    | 2011    | 2015    | 2016    |
| ------- | ------- | ------- | ------- | ------- | ------- | ------- | ------- |
| 461 307 | 437 879 | 445 624 | 425 583 | 415 917 | 386 594 | 379 897 | 376 334 |

### Ethnies
D'après le dernier recensement de 2011, la population du comitat (alors élevée à 323 293 habitants) est composée à 93,85 % de Hongrois. La seule autre ethnie supérieure à 1 % de la population est celle des Roms (5,5 %).
En 1900, le Jász-Nagykun-Szolnok était composé de 348 050 (99,4 %) de Hongrois, pour une population totale de 350 269 habitants.

### Religions
D'après le dernier recensement de 2011, le comitat est composé de catholiques (32.2 %), de protestants (11,1 %) et de sans-religions (28 %).
En 1900, le Jász-Nagykun-Szolnok comptait 58,3 % de catholiques, 37,4 % de calvinistes et 3,1 % de juifs, pour une population totale de 350 269 habitants.

## Économie
En 2015, le PIB du comitat était de 840 102 millions de forints (2 741 579 793,60 euros), soit une contribution de 26 % au PIB de la région Grande Plaine septentrionale. Son revenu net moyen s'élevait à 128 880 forints (420,59 euros), pour une moyenne nationale de 159 654 forints (environ 521 euros). Le taux de chômage était de 6,6 %, ce qui est supérieur à la moyenne hongroise (5,1 %).

### Principaux secteurs d'activités

#### Agriculture et industrie
L'industrie du Jász-Nagykun-Szolnok est principalement orientée dans la transformation (fabrication de machines agricoles, traitement des aliments).
Le comitat est un territoire largement agricole, produisant blé, riz, maïs et tournesol, mais aussi l'élevage de porcs et de bétail.

#### Tourisme
Le Jász-Nagykun-Szolnok n'est pas très touristique. Toutefois, les abords du lac Tisza, le parc national de Hortobágy et la vingtaine de stations thermales attirent chaque année un certain nombre de visiteurs, Hongrois pour la plupart.

#### Principales entreprises
Les principales entreprises du comitat sont Electrolux Lehel Hűtőgépgyár Kft, Jász-Plasztik Kft, Szatmári Ltd, Michelin Hungária Abroncsgyártó Kft, Nyírzem Nyírség-Zemplén Coop Kereskedelmi Zrt et Master Good Kft.

### Aides européennes
La Grande Plaine septentrionale appartient à la catégorie des régions les moins développées de l’Union européenne. Elle bénéficie ainsi d'importantes aides au financement sur les projets de développement.

## Transports et voies de communication
Le comitat est traversé d'ouest en est par l'autoroute européenne E60 (tronçon entre Budapest et Bucarest) via Szolnok, la route principale 4 (Budapest-Debrecen-Nyíregyháza), les routes 44 et 46, et du nord au sud par les routes 31, 32, 33, 34 et 441.
Le Jász-Nagykun-Szolnok est desservi par les lignes ferroviaires 86, 100, 102, 103 et 120.
La ville de Szolnok est historiquement un nœud routier et ferroviaire sur la Tisza, entre l'est de la Hongrie et Budapest.

## Politique

### Assemblée comitale
L'assemblée comitale du Jász-Nagykun-Szolnok, élue lors des élections législatives de 2014, est dirigée depuis 2010 par Sándor Kovács (Fidesz). Elle est composée de 19 membres, issus des formations politiques suivantes :
|  | Parti                     | Sièges | Assemblée comitale | Assemblée comitale | Assemblée comitale | Assemblée comitale | Assemblée comitale | Assemblée comitale | Assemblée comitale | Assemblée comitale | Assemblée comitale | Assemblée comitale | Assemblée comitale |
|  | ------------------------- | ------ | ------------------ | ------------------ | ------------------ | ------------------ | ------------------ | ------------------ | ------------------ | ------------------ | ------------------ | ------------------ | ------------------ |
|  | Fidesz-KDNP               | 11     |                    |                    |                    |                    |                    |                    |                    |                    |                    |                    |                    |
|  | Jobbik                    | 5      |                    |                    |                    |                    |                    |                    |                    |                    |                    |                    |                    |
|  | Parti socialiste hongrois | 2      |                    |                    |                    |                    |                    |                    |                    |                    |                    |                    |                    |
|  | Coalition démocratique    | 1      |                    |                    |                    |                    |                    |                    |                    |                    |                    |                    |                    |

Depuis 2006, le Jász-Nagykun-Szolnok est dirigé par le Fidesz (la droite hongroise) et son allié chrétien-démocrate. A l'instar du reste de la Hongrie, le parti d'extrême-droite Jobbik connait une importante progression électorale depuis 2010, obtenant trois sièges de plus que les socialistes en 2014.

### Présidents de l'assemblée comitale
Voir : Liste des présidents de l'assemblée comitale du Jász-Nagykun-Szolnok

## Administration

### Districts
Depuis la réforme territoriale du 1er janvier 2013, le Jász-Nagykun-Szolnok est subdivisé en neuf districts :
| District                     | Siège            | Superficie | Population | Localités |
| ---------------------------- | ---------------- | ---------- | ---------- | --------- |
| District de Jászapáti        | Jászapáti        | 544,45     | 32 732     | 9         |
| District de Jászberény       | Jászberény       | 617,01     | 50 852     | 9         |
| District de Karcag           | Karcag           | 857,26     | 42 299     | 5         |
| District de Kunhegyes        | Kunhegyes        | 464,58     | 19 352     | 7         |
| District de Kunszentmárton   | Kunszentmárton   | 576,49     | 35 176     | 11        |
| District de Mezőtúr          | Mezőtúr          | 725,74     | 27 768     | 5         |
| District de Szolnok          | Szolnok          | 914,48     | 119 380    | 18        |
| District de Tiszafüred       | Tiszafüred       | 417,05     | 18 988     | 7         |
| District de Törökszentmiklós | Törökszentmiklós | 464,54     | 36 581     | 7         |

### Localités
Voir : Liste des localités du Jász-Nagykun-Szolnok

## Relations internationales
- Alt Empordà, Espagne
- Province d'Asti, Italie
- Oblys d'Almaty, Kazakhstan
- Powiat de Bielsko-Biała, Pologne
- Powiat de Brzesko, Pologne
- Brandebourg, Allemagne
- Județ de Covasna, Roumanie
- Dordogne, France
- Comté de Durham, Angleterre
- Henan, Chine
- Județ de Harghita, Roumanie
- Comté de Viru-Ouest, Estonie
- Județ de Maramureș, Roumanie
- Powiat de Mielec, Pologne
- Județ de Mureș, Roumanie
- Pas-de-Calais, France
- Shanxi, Chine
- Somme, France
- Powiat de Sucha, Pologne
- Powiat de Tarnów, Pologne
- Kanta-Häme, Finlande
- Teltow-Fläming, Allemagne
- Voïvodine, Serbie
- Powiat de Żywiec, Pologne